# Thomas Gries (Wirtschaftswissenschaftler)
Thomas Gries (* 17. August 1960 in Duderstadt) ist ein deutscher Wirtschaftswissenschaftler und Professor am Lehrstuhl für Makrotheorie & Internationale Wachstums- und Konjunkturtheorie der Universität Paderborn.

## Leben
Nach dem Abschluss seines Volkswirtschaftslehre-Studiums an der Georg-August-Universität in Göttingen im Jahre 1984 wurde er Wissenschaftlicher Mitarbeiter an der Christian-Albrechts-Universität in Kiel. Dort promovierte er auch 1988 zum Dr. sc. pol. Im gleichen Jahr kehrte er als Wissenschaftlicher Rat nach Göttingen zurück, um dort 1993 zum Thema Wachstum und Entwicklung, Humankapital und die Dynamik der komparativen Vorteile zu habilitieren, gleichzeitig erhielt er die Venia Legendi für Volkswirtschaftslehre. Nach der Habilitation übernahm Gries eine Lehrstuhlvertretung an der Universität Paderborn, bevor er dort 1995 eine Professur für „Internationale Wachstums- und Konjunkturtheorie“
übernahm.

## Veröffentlichungen (Auswahl)
- Zum Problem internationaler Dependenzen von Finanz- und Gütermärkten. Eine Drei-Länder-Betrachtung (= Europäische Hochschulschriften, Reihe 5, Bd. 972). Lang, Frankfurt/M. 1989, ISBN 3-631-41600-8 (= Dissertation Universität Kiel).
- Wachstum, Humankapital und die Dynamik der komparativen Vorteile (= Studien zur angewandten Wirtschaftsforschung, Bd. 68). Mohr, Tübingen 1995, ISBN 3-16-146193-2 (= Habilitationsschrift Universität Göttingen).
- (mit Gernot Sieg; Holger Strulik): Repetitorium Mikroökonomik. Springer, Berlin 1996, ISBN 3-540-60972-5.
- Internationale Wettbewerbsfähigkeit. Eine Fallstudie für Deutschland. Rahmenbedingungen - Standortfaktoren - Lösungen. Gabler, Wiesbaden 1998, ISBN 3-409-12310-5.
- (Hrsg.): Economic aspects of digital information technologies. Gabler, Wiesbaden 1999, ISBN 3-8244-6848-4.
- (Hrsg.): Neue Wachstums- und Innovationspolitik in Deutschland und Europa (= Wirtschaftswissenschaftliche Beiträge, Bd. 189). Physica-Verlag, Heidelberg 2003, ISBN 3-7908-0014-7.